# Syndrome éosinophilie–myalgie
 Mise en garde médicale
Le syndrome éosinophilie–myalgie (SEM) est une affection neurologique à symptôme grippal incurable et parfois fatale, généralement attribuée à l’ingestion de compléments nutritifs à base de L-tryptophane de piètre qualité,. Comme l’éosinophilie ordinaire, elle provoque une multiplication du nombre de granulocytes éosinophiles dans le sang du patient,.

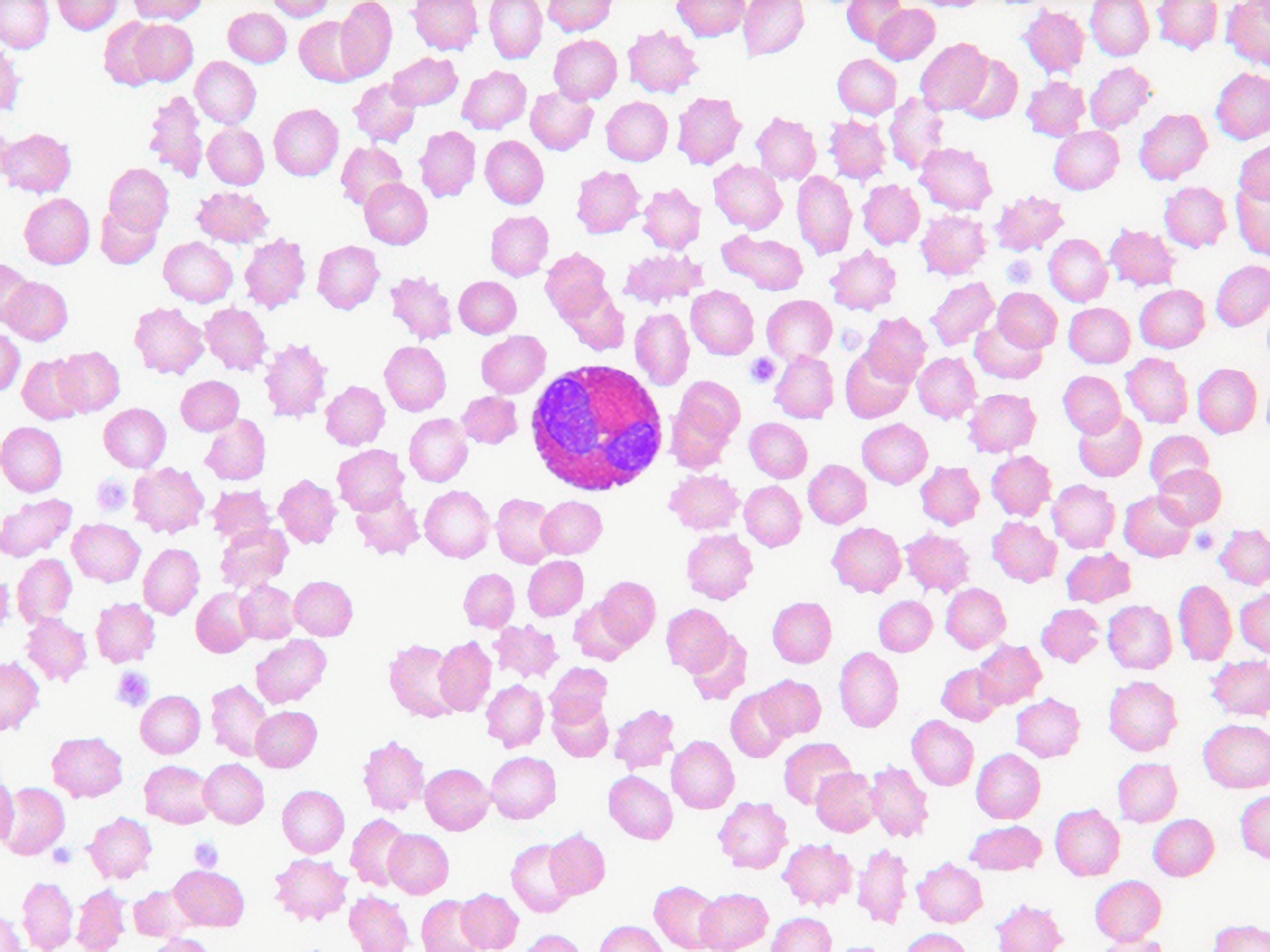
Trois granulocytes éosinophiles parmi des érythrocytes

## Histoire
Le syndrome éosinophilie–myalgie a été signalé pour la première fois en 1989 par les médecins de trois patientes américaines présentant des symptômes atypiques. Toutefois, on s'aperçut ensuite que de nombreux malades avaient été empoisonnés depuis au moins 1987, soit 2–3 ans avant que l'alerte soit donnée par les Centers for Disease Control and Prevention, en novembre 1989. Les rhumatologues avaient en effet remarqué un afflux de patients aux symptômes mystérieux dans l'intervalle. Ainsi, il est possible que 60 000 sujets ont souffert de la consommation de L-tryptophane. D'ailleurs, 37 personnes seraient décédées l'année où ce produit a été mis sur le marché.
Certaines enquêtes épidémiologiques,, mettent en cause la consommation de L-tryptophane produite par les laboratoires japonais Showa Denko. Cette société pharmaceutique était à l'époque de loin le premier importateur de L-tryptophane aux États-Unis, la molécule étant distribuée sous divers noms. Il était démontré que certains lots de L-tryptophane étaient défectueux : plus de 60 impuretés différentes ont été identifiées dans les lots impliqués dans les cas de SEM.
Or les cultures bactériennes utilisées spécifiquement pour élaborer le tryptophane venaient d'être génétiquement modifiées pour stimuler la synthèse de la molécule. Ainsi, d'une part, l'augmentation des concentrations de tryptophane dans le bain de fermentation est susceptible d'avoir, par là-même, stimulé la production de traces d'impuretés. D'autre part, il est également probable que la concentration de contaminants a, elle aussi, augmenté parce que les bactéries synthétisant la L-Tryptophane se multipliaient dans un incubateur ouvert. En outre, le processus de raffinage avait été accéléré de diverses manières pour diminuer les coûts de production : par exemple, on avait diminué la quantité de charbon actif utilisé lors de l'étape de purification. Ainsi, divers facteurs (modifications du processus et de l'environnement de production) peuvent expliquer la multiplication d'impuretés dans la composition pharmaceutique.
L’impureté (ou les impuretés) spécifiquement responsable de l'empoisonnement n'a jamais été clairement identifiée, mais deux composés, l’EBT (1,1'-ethyl-bis-L-tryptophane) et l’AMTC (acide 1-méthyl-1,2,3,4-tetrahydro-bêta-carboline-3-carboxylique), voisins chimiquement de la molécule de L-tryptophane, ont été mis en cause,,,.
Malgré le doute sur les causes de l'empoisonnement, la L-tryptophane a été interdite aux États-Unis en 1991, et plusieurs pays leur ont emboîté le pas. En février 2001, la Food and Drug Administration est revenue sur l'interdiction du tryptophane (mais a maintenu l'interdiction d'en importer). Les compléments alimentaires à base de 5-HTP (une forme hydroxylée de tryptophane, précurseur de la sérotonine) sont toujours en vente.

## Théorie concurrente
En 2005, une autre explication a été avancée pour les cas de SEM associés à la consommation de tryptophane. La consommation de fortes doses de tryptophane entraîne la synthèse par le corps de métabolites dont certains peuvent affecter le cycle de dégradation normale de l’histamine. Or, on constate effectivement qu’une activité histaminique excessive est conjuguée à l’éosinophilie sanguine et la myalgie.